# Opatovice (okres Brno-venkov)
Opatovice jsou obec v okrese Brno-venkov v Jihomoravském kraji. Nacházejí se zhruba čtrnáct kilometrů jižně od centra Brna a pět kilometrů severoseverovýchodně od Židlochovic. Žije zde přibližně 1 200 obyvatel. Rozkládají se na katastrálním území Opatovice u Rajhradu v Dyjsko-svrateckém úvalu. Západním okrajem intravilánu obce protéká potok Dunávka.
Obec Opatovice sousedí s obcemi Rajhradice, Měnín, Blučina a městem Rajhrad, vše v okresu Brno-venkov.

## Název
Místní jméno Opatovice je odvozeno od skutečnosti, že vesnice patřila do majetku rajhradského benediktinského kláštera, takže byla pod správou břevnovských opatů. Výraz „opatovice“ je akuzativem k plurálu „opatovici“, tj. „lidé opatovi“. Roku 1349 je zaznamenán tvar (de) Opatowicz, v roce 1406 (villa) Opatowicz, v 18. století Oppatowitz, v 19. století německy Opatovitz a česky Opatovice, od roku 1924 jsou úředním názvem Opatovice.

## Historie
Archeologické nálezy dokládají osídlení již v době kamenné. Falzum zakládací listiny rajhradského kláštera z 13. století, hlásící se do roku 1048, zmiňuje ves Opatovice. První písemná zmínka o vesnici pochází z roku 1349. Oblast byla ve 13. století postižena válečnými taženími, v 17. století třicetiletou válkou. V polovině 17. století sem byli v důsledku vylidnění způsobeném touto válkou přesídleni poddaní rajhradského kláštera z Ostrovačic a Domašova, kde se rušily stříbrné doly. V roce 1769 téměř celá ves vyhořela. Jádro vesnice tvořila náves (nyní ulice Na Návsi), postupně se však obec rozšiřovala. V roce 1771 bylo zavedeno číslování domů. Obec spadala pod správu rajhradského kláštera až do roku 1848.
V roce 1920 byla obec elektrifikována. Německá okupace začala 15. března 1939 a o tři dny později přijeli do Opatovic němečtí vojáci. Za druhé světové války byly v obci zavedeny přídělové lístky na potraviny, povinné odvody obilí a dobytka a byly vyhlášeny zákazy kulturních akcí. Některé usedlosti musely být „dobrovolně“ postoupeny německým rodinám. Mladí občané byli nasazováni na nucené práce. Od 17. dubna 1945 probíhaly v okolí boje. Opatovice byly osvobozeny 24. dubna 1945 vojáky 3. ukrajinského frontu. Těsně před osvobozením Němci zapálili věž kostela a zničili většinu mostů v okolí.
Roku 1996 došlo k plynofikaci obce. Důležitou součástí rozvoje bylo na přelomu tisíciletí také vybudování vodovodu, kanalizace s čističkou odpadních vod či telefonního spojení. Obec investovala do místního rozhlasu, stejně jako do odpadového hospodářství. Urbanistický rozvoj obce probíhal v severní části kolem Brněnské ulice, kde vznikla Nová ulice.

## Obyvatelstvo
| Rok            | 1869 | 1880 | 1890 | 1900 | 1910 | 1921 | 1930 | 1950 | 1961  | 1970  | 1980  | 1991 | 2001 | 2011 | 2021  |
| -------------- | ---- | ---- | ---- | ---- | ---- | ---- | ---- | ---- | ----- | ----- | ----- | ---- | ---- | ---- | ----- |
| Počet obyvatel | 571  | 694  | 789  | 848  | 894  | 879  | 971  | 998  | 1 066 | 1 100 | 1 025 | 966  | 950  | 983  | 1 114 |
| Počet domů     | 82   | 114  | 122  | 139  | 159  | 176  | 222  | 265  | 267   | 278   | 289   | 314  | 324  | 341  | 397   |

## Obecní symboly
Znak a vlajka byly obci uděleny rozhodnutím předsedy Poslanecké sněmovny Parlamentu České republiky dne 9. října 2007.

## Doprava
Po východní hranici katastru prochází dálnice D2. Obcí vede v severojižním směru silnice III/41614 Rajhradice – Opatovice – Blučina.

## Pamětihodnosti
- kostel svatého Karla Boromejského z let 1868–1869
- pískovcový kříž z roku 1865 na hřbitově[12]
- pamětní kámen a pamětní kámen s nápisem z poloviny 17. století západně od obce[13]

## Osobnosti
- František Hořava (1906–1974), sochař a malíř
- Zdeněk Valnoha (* 1973), fotbalista

## Galerie

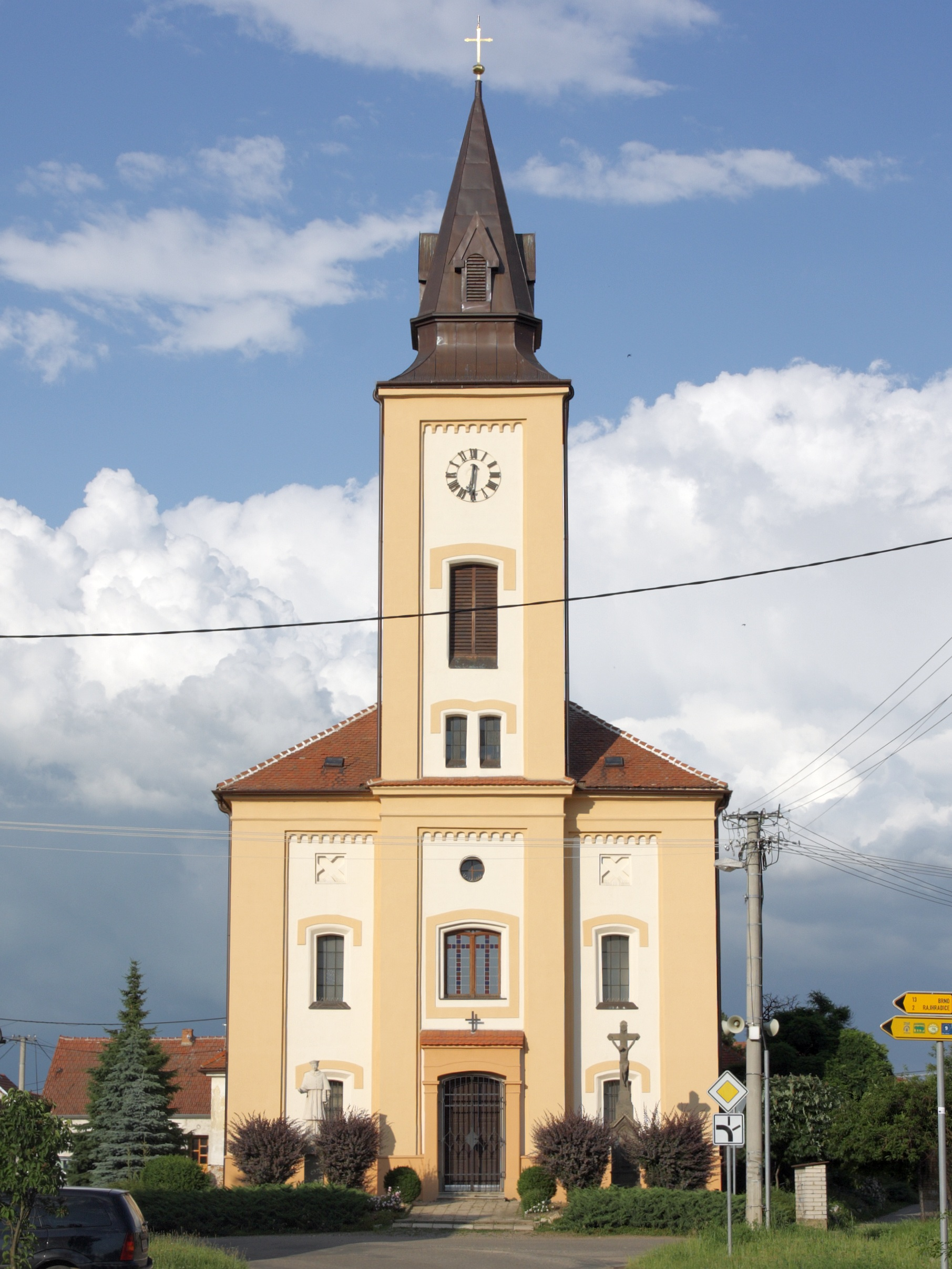
Kostel svatého Karla Boromejského
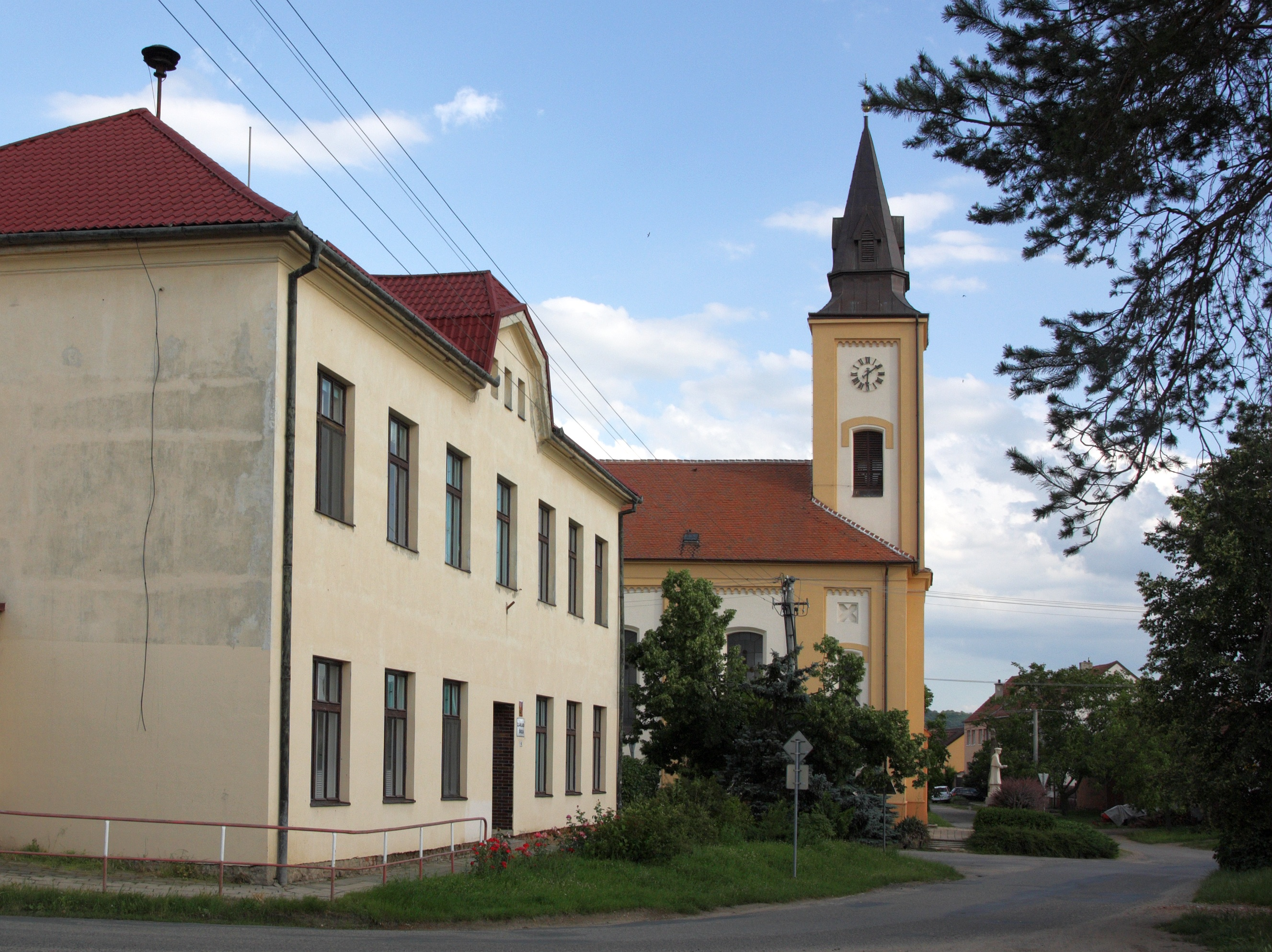
Kostel a škola
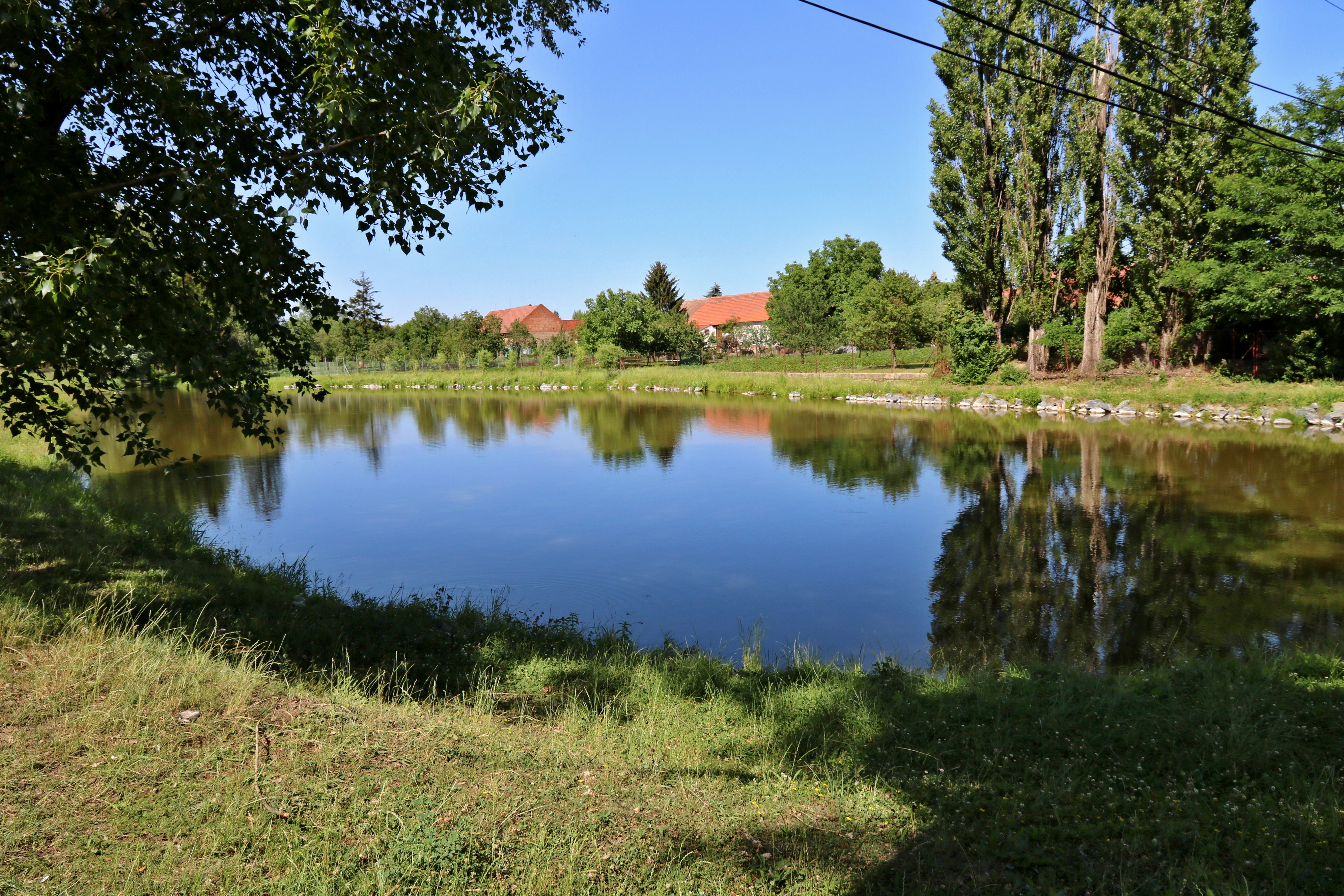
Rybník Za Koláčkovým
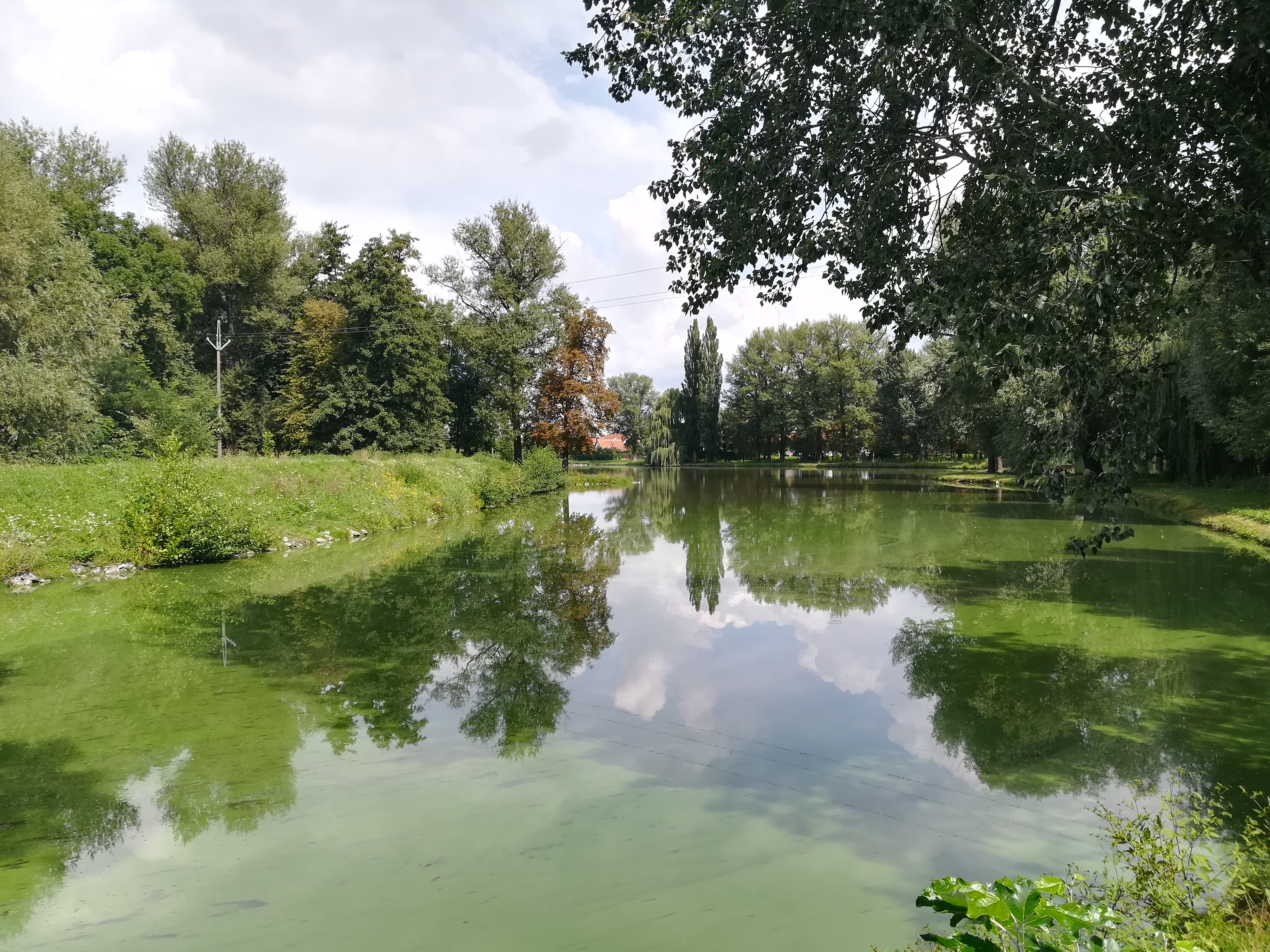
Rybník Za kovárnou
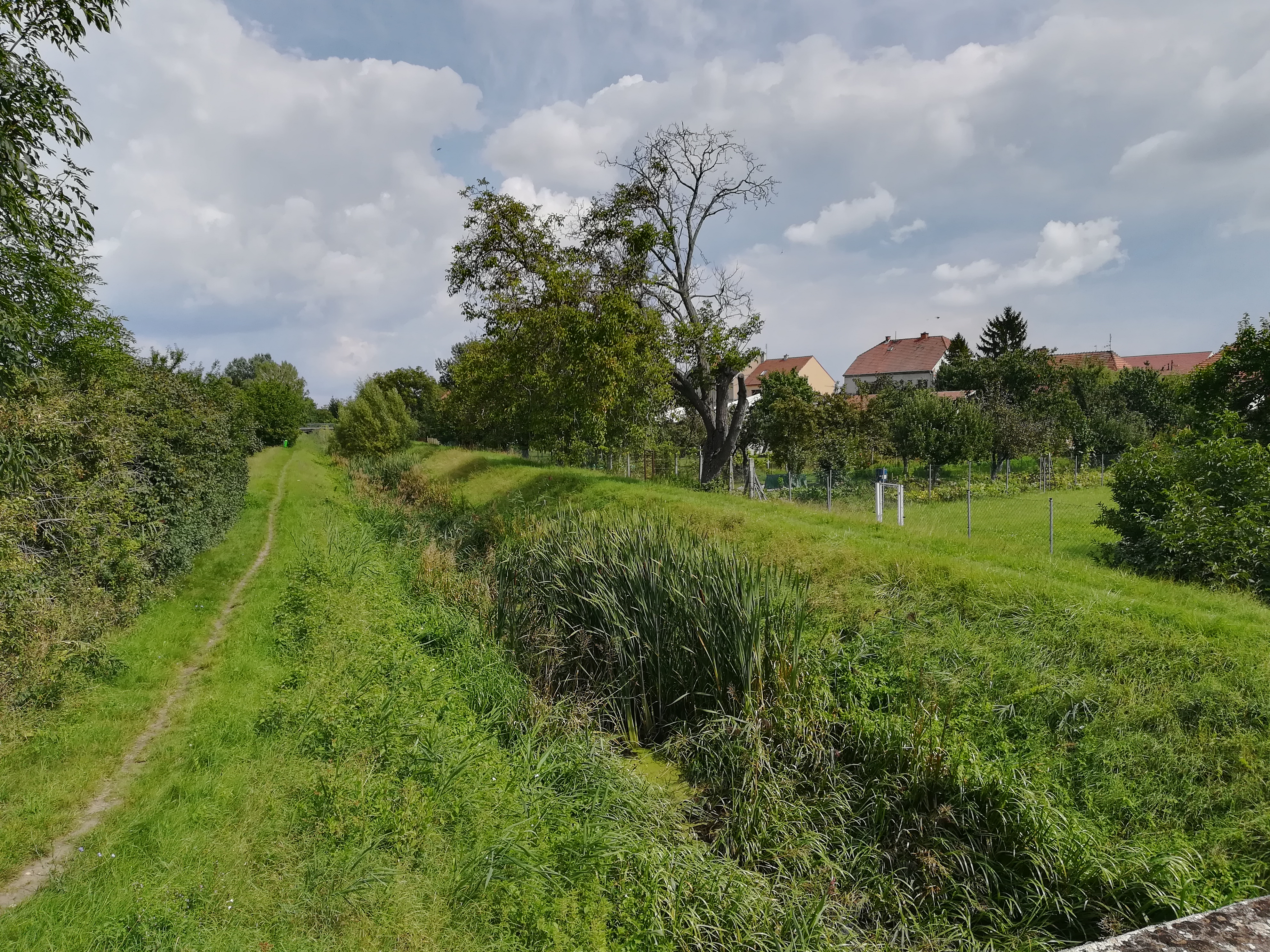
Potok Dunávka
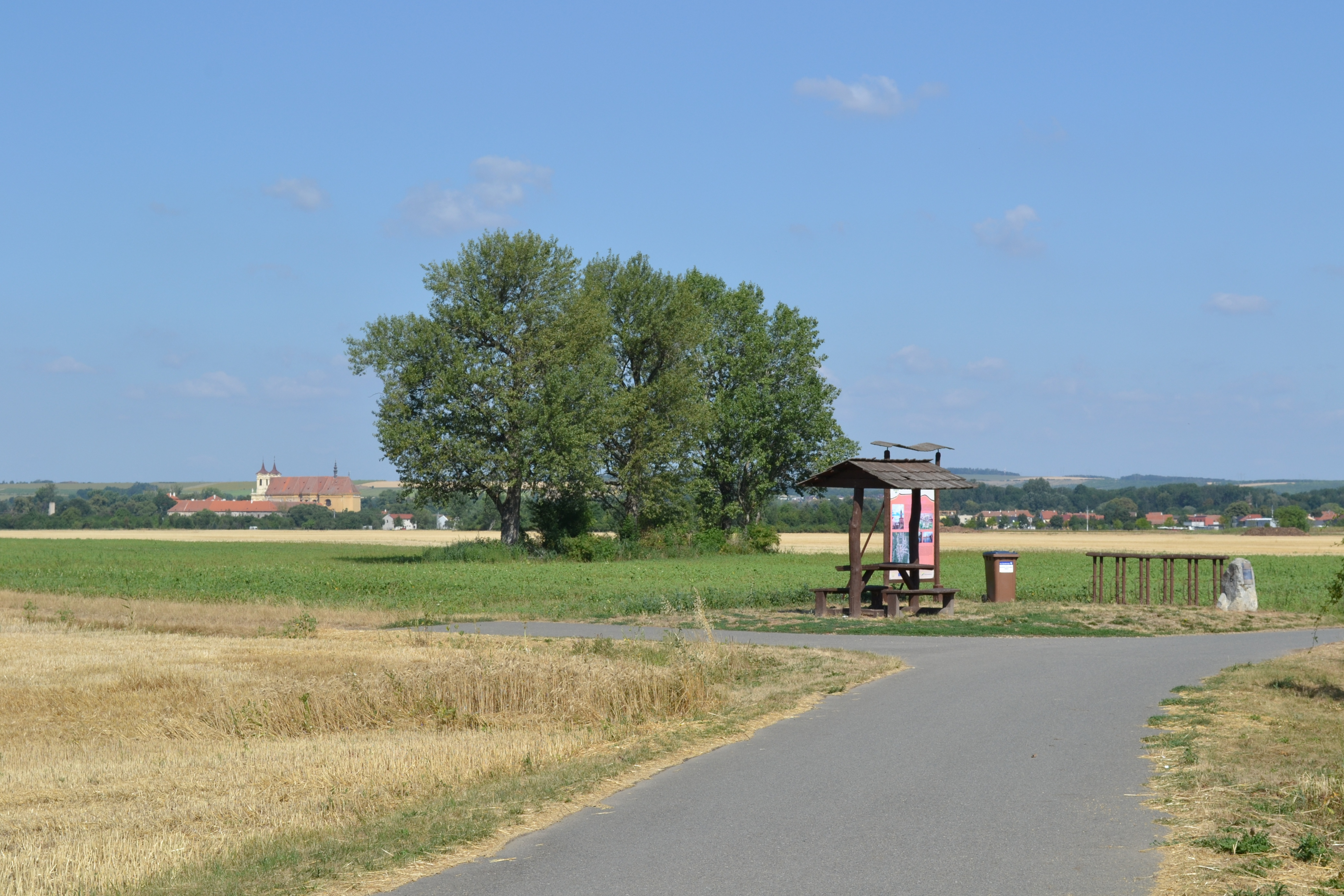
Cyklostezka do Rajhradic
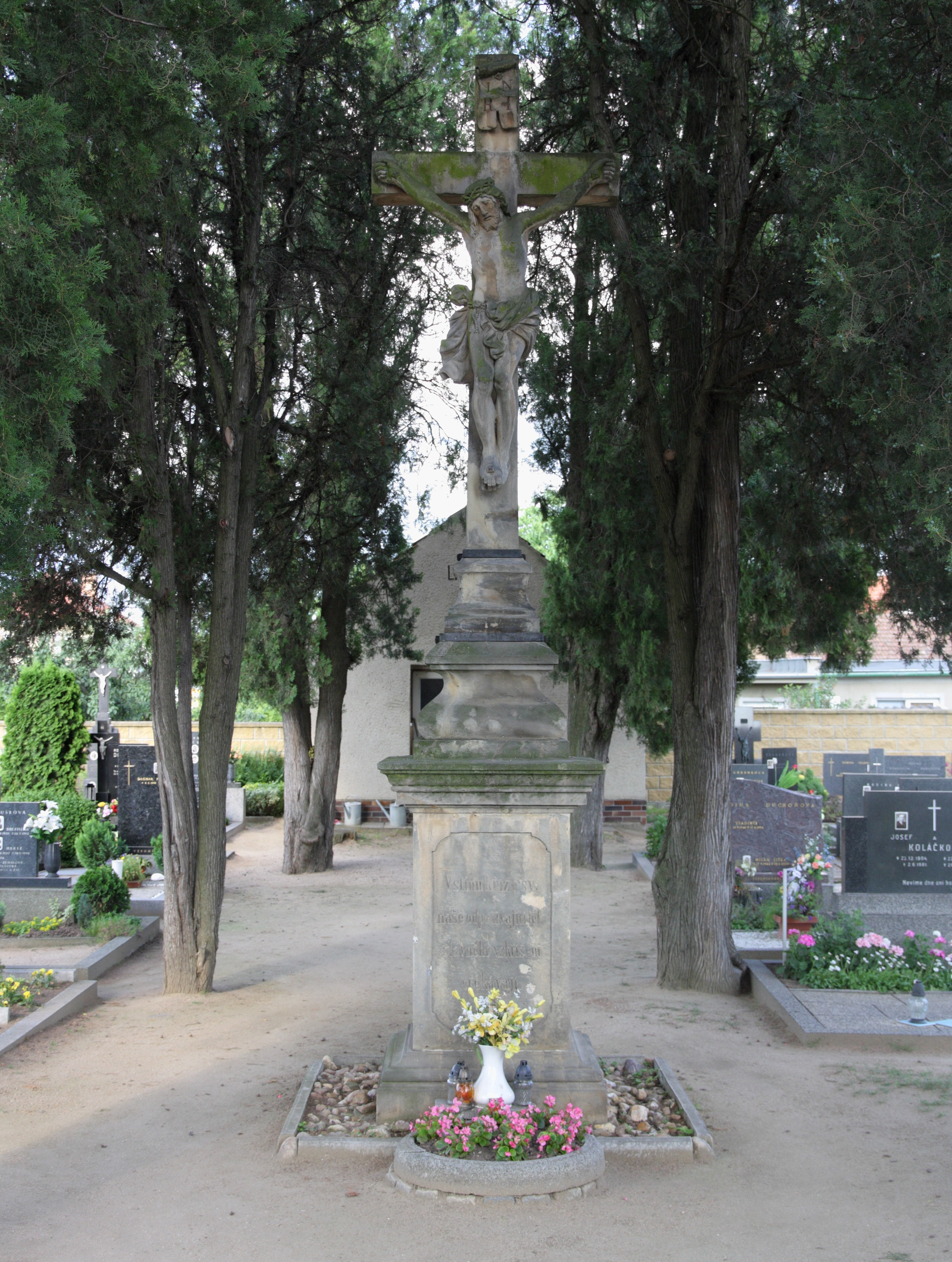
Hlavní hřbitovní kříž z roku 1865